# 福井県道149号音海中津海線

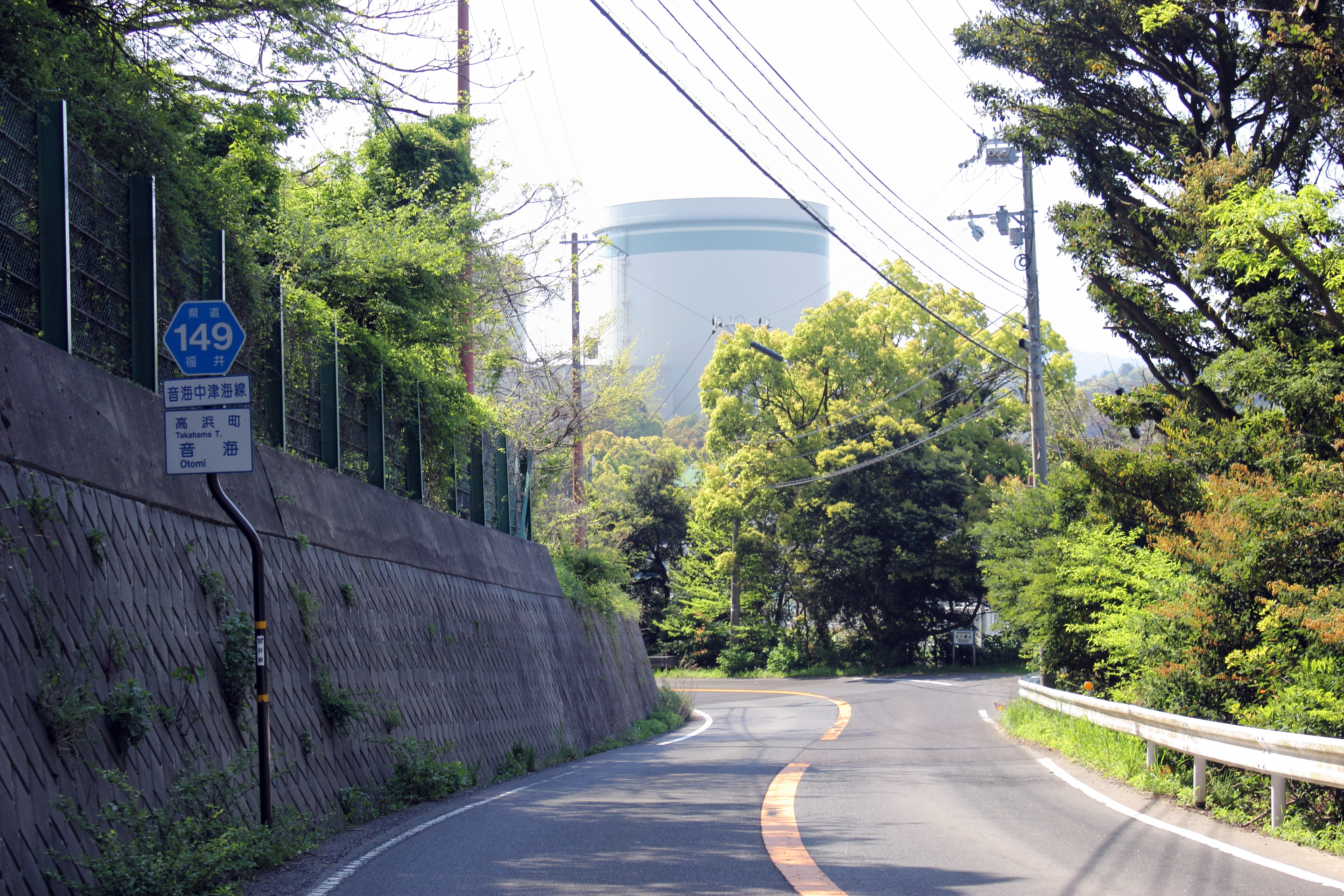
福井県道149号音海中津海線 高浜発電所付近

福井県道149号音海中津海線（ふくいけんどう149ごう おとみなかつみせん）は福井県大飯郡高浜町内で終始する一般県道である。

## 路線概要
音海半島の先端にある音海集落と高浜町市街地を結ぶ路線である。音海集落から田の浦トンネルまでの区間は内浦湾に、田の浦トンネルから終点までは若狭湾に沿っている。全体を通して片側1車線の確保された快走路であり、途中若干山道になる区間もあるが、道幅が狭くなることもなくカーブミラーも設置されているので、走り難いという程のものではない。また2つの県道と重複している区間があり、この区間は若干混雑することもあるが全体としては渋滞が起きることはまれである。ただし難波江海水浴場やえびす浜パーク（西三松海水浴場）、はまなすパーク（東三松海水浴場）といった、マリンスポーツが盛んな海岸が当県道沿いにあることから、夏期はこれらの海水浴場へ導く路線としても利用されている。
なお、当県道は高浜原子力発電所および音海集落へ通ずる、唯一の車道でもある。原子力発電施設等立地地域特別交付金により、原発事故が発生したときの避難路を確保するための原子力災害制圧道路として2019年（平成31年）3月10日に音海 - 小黒飯間のバイパス（総延長1,640 m）が開通した。このバイパスには音海トンネル（延長1,209 m（メートル））や新内浦大橋（延長107.8 m）が新設された。

### 路線データ
- 起点：福井県大飯郡高浜町音海
- 終点：福井県大飯郡高浜町中津海（＝国道27号交点）

## 歴史
- 1977年（昭和52年）4月1日 - 路線認定。
- 2019年（平成31年）3月10日 - 音海トンネル（延長1,209 m）、新内浦大橋（延長107.8 m）が開通[1][3]。

## 接続道路
- 福井県道21号舞鶴野原港高浜線（大飯郡高浜町難波江・難波江交差点）
- 福井県道21号舞鶴野原港高浜線（高浜町難波江）
- 国道27号（大飯郡高浜町中津海・中寄交差点：終点）

## 重複区間
- 福井県道21号舞鶴野原港高浜線（高浜町難波江地内）
- 福井県道772号高浜舞鶴線（高浜町難波江・難波江交差点 - 同町中津江・中寄交差点）

## 沿線周辺
- 高浜原子力発電所
- 音海断崖
- 難波江海水浴場
- えびす浜パーク（西三松海水浴場）
- はまなすパーク（東三松海水浴場）